# Friuli Grave Refosco dal peduncolo rosso riserva
Il Friuli Grave Refosco dal peduncolo rosso riserva è un vino DOC la cui produzione è consentita nelle province di Pordenone e Udine.

## Caratteristiche organolettiche
- colore: rosso rubino, tendente al granato se invecchiato.
- odore: caratteristico.
- sapore: asciutto, di corpo.

## Produzione
Provincia, stagione, volume in ettolitri
- nessun dato disponibile